# Папоцезаризм
Папоцезари́зм, или папокесари́зм (от лат. papa — «папа» и лат. caesar — «цезарь») — экклезиологический термин, введённый в историографию с XIX века для обозначения таких отношений между церковью и обществом, включая монархов (императорскую, королевскую, царскую власть), при которых духовное лицо, первый церковный иерарх (чаще всего Папа Римский), сосредоточило в своих руках как светскую, так и духовную власть.

## Понимание папского цезаризма
Ключом к пониманию папского цезаризма, как теории, служит средневековое мировоззрение, раскрывающееся уже в произведениях блаженного Августина. Оно является синтезом античных и христианских элементов. Первые укрепили идею единства, как основного закона вселенной; вторые внесли идею превосходства духовного начала над мирским, «идею» царства Божьего на земле, христианской республики, объединяющей государство и церковь.
Вселенная (Universum) представлялась колоссальным организмом (макрокосм), в котором живёт один дух и который управляется одним Богом и одним законом. Составные части его — микрокосмы, — в силу божественной, разлитой повсюду гармонии, суть только копии мирового порядка. Всякое учение о государстве и обществе должно было поэтому заимствовать главные принципы от прототипа божественного организма.
Человечество во всей совокупности представлялось монархически управляемым государством, подчинённым тому же принципу единства (principium unitatis). Средневековый доктринёр, пропитанный христианскими и римскими космополитическими идеями, всегда мотивирует необходимость единства церкви и государства указанием на единый план, положенный Создателем в основу мироздания (exemplum totius Universi gubernationis, quae fit per unum Deum Supremum). Тот же божественный мировой порядок требовал, чтобы во главе каждого человеческого союза (микрокосма) стояло лицо, облечённое монархической властью, в качестве копии божественного миродержавца; в противном случае нарушалась божественная гармония, церковь и государство превращались в «двуглавые чудовища», устанавливалась двоица — «подлое число», пугающее всех.
Правительственная власть на всех ступенях казалась эманацией божественной благодати. Единоначалие было в глазах общества идеалом, «первоисточником добра», «совершенством», отражением монархически устроенной природы. Светские повелители христианского мира впервые эксплуатировали эти идеи в свою пользу. Священная римская империя проникнута космополитическими и теократическими тенденциями; вполне понятны слова Бензо, обращённые к Генриху III франконскому: «tu es caput mundi, caput est tibi rector Olympi». Исходя из идеи единства, императоры стремились создать универсальное царство, охраняемое их мечом. Эта же идея помогла папам XI века осуществить отчасти универсальную церковь, с наместником апостола Петра во главе. В самые ожесточённые моменты борьбы папской теории с империалистической, средневековой дух остаётся верен самому себе: оба порядка — универсальная церковь и универсальное государство — неразрывно связаны.

## История

### XI—XIV века
Период с XI по XIV век является периодом высшего развития папоцезаризма на Западе, в Католической церкви. Об отношениях между понтификом и монархами этого периода изложено в сочинениях Бернарда, Фомы Аквинского, Николая Кузанского. Начиная с XIV века отношения между духовной и светской властью меняются. Государство отвоевывает свою независимость от церкви. А в Англии система папоцезаризма сменилась после Реформации на систему цезаропапизма.

### В России
В России периодом папоцезаризма можно считать правление патриарха Филарета Романова, когда он сосредоточил в своих руках как духовную, так и, в значительной степени, светскую власть с 24 июня 1619 года по 1 октября 1633 год. Проявлением папоцезаризма являются отдельные периоды правления Патриарха Никона, начиная с 25 июля 1652 года. Например, во время военного похода в 1654 году Алексея Михайловича против Польши, патриарх Никон в отсутствие царя в Москве состредоточил в своих руках как духовную, так и светскую власть.

### XX век
Правление архиепископа Кипрского Макария III на Кипре с 16 августа 1960 года по 15 июля 1974 года, когда Макарий III одновременно был главой государства — президентом Республики Кипр и предстоятелем Кипрской православной церкви также является проявлением папоцезаризма.

## Типы взаимоотношений
Профессор православного богословия в Hellenic College Holy Cross Greek Orthodox School of Theology, священник Стенли Сэмюэл Харакас (Stanley Samuel Harakas), клирик Американской архиепископии Константинопольского Патриархата выделяет четыре основные формы взаимоотношений между церковью и государством:
1. Разделение церкви и государства. В этом случае, государство может быть нейтральным, дружелюбным, или враждебным по отношению к церкви.
2. Папоцезаризм. Церковь или религиозный деятель руководит государством.
3. Цезарепапизм. Государство руководит церковью.
4. Симфония. Церковь и государство являются взаимодополняющими и имеют взаимное уважение к друг другу[3].